# Dudley Lake
Dudley Lake – jezioro na terenie hrabstwa Teton w stanie Wyoming.

## Położenie i okolica

### Położenie
Zbiornik wodny znajduje się na terenie Parku Narodowego Grand Teton. Od południowej strony znajduje się góra Bivouac Peak, od północy Eagle Rest Peak i strumień Moran Creek. W pobliżu znajduje się większe od niego jezioro Jackson Lake. Na jeziorze znajdują się dwie niezamieszkane i nienazwane wyspy.